# Catinella rehderi
Catinella rehderi är en snäckart som först beskrevs av Henry Augustus Pilsbry 1948.  Catinella rehderi ingår i släktet Catinella och familjen bärnstenssnäckor. Inga underarter finns listade i Catalogue of Life.